# Mohammad Farhad (Politiker, II)
Mohammad Farhad ist ein afghanischer Politiker. Er gehört dem Volk der Paschtunen an und war von 2009 bis November 2010 Bürgermeister der Stadt Kundus, nachdem er dort von 2001 bis 2003 Polizeichef war. Ab 2011 und mindestens bis 2012 war Farhad wieder als Polizeichef in Kunduz tätig.
Am 16. November 2010 wurde auf ihn ein Sprengstoffanschlag verübt. Dabei wurden sein Bruder und ein Kandidat für die Parlamentswahl getötet. Farhad und vier andere Personen wurden verletzt, als sie einen Friedhof besuchten wollten.